# سونام غياتسو
سونام غياتسو (1543 – 1588) الدالاي لاما الثالث وأول دالاي لاما معلن عنه رسمياً من قبل المغول والذين أعطوا هذا المعلم لقب دالاي لاما، حيث تعني كلمة دالاي باللغة المغولية «المحيط» ولاما بالتبتية «المعلم»، فيكون معنى اللقب «المعلم محيط الحكمة».
كان سونام غياتسو راهبا في جماعة القبعات الصفر البوذية، وكان مسؤولاً عن إيجاد حامٍ أجنبي لجماعته الرهبانية وكان ذلك الرجل هو ألتان خان أحد زعماء المغول الذي أمر شعبه باعتناق البوذية التقليدية ومنح سونام غياتسو لقب «دالاي لاما».
التحالف مع المغول أثبت فائدته لاحقاً حيث أصبحت جماعات القبعات الصفر مهيمنة على التبت خصوصا في زمن الدالاي لاما الخامس العظيم.

## مواضيع ذات صلة
- البوذية
- الدالاي لاما

## وصلات خارجية
- الموسوعة البريطانية

| سبقه غيندون غياتسو | الدالاي لاما بين عامي 1543 - 1588 | تبعه يونتين غياتسو |